# سكة حديد أديس أبابا - جيبوتي

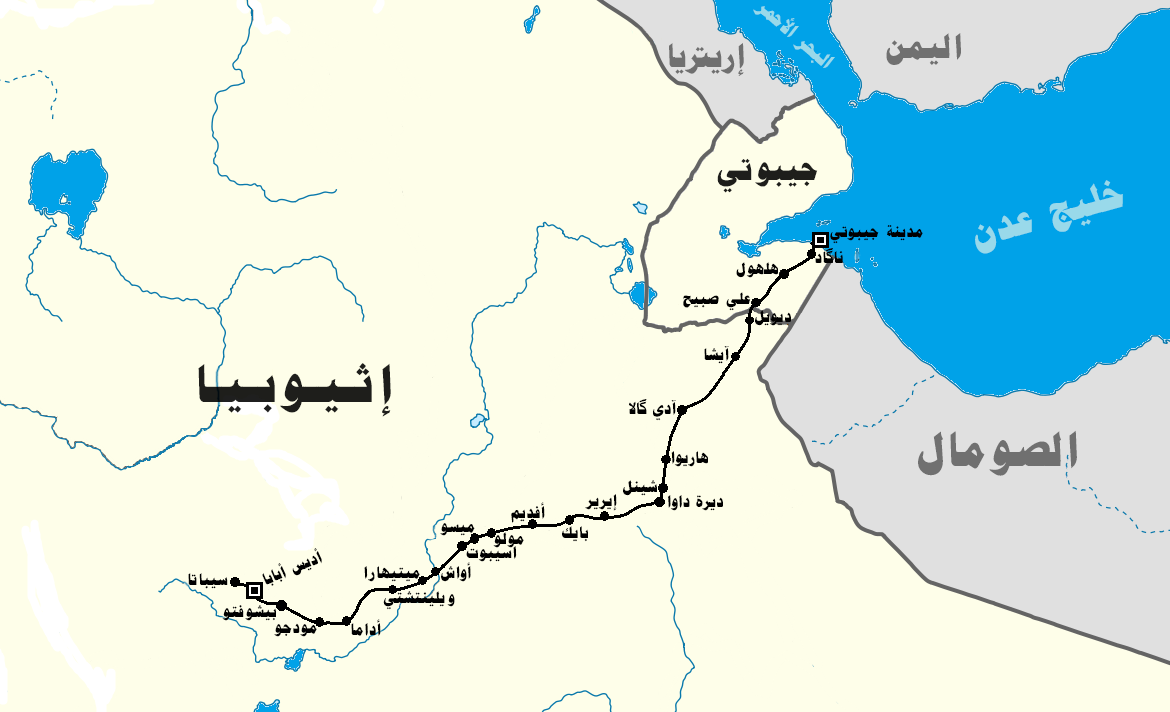
خريطة توضح مسار سكة الحديد.

سكة حديد أديس أبابا - جيبوتي (بالإنجليزية: Addis Ababa–Djibouti Railway) هو خط سكة حديد دولي يربط بين أديس أبابا عاصمة إثيوبيا مع ميناء جيبوتي المطلة على خليج عدن. توفير هذه السكة الحديدية لإثيوبيا وهي دولة حبيسة لا سواحل لها إمكانية وصول مصالحها التجارية والمدنية إلى البحر (البحر الأحمر والمحيط الهندي). أكثر من 95٪ من تجارة إثيوبيا تمر عبر جيبوتي، وهو ما يمثل 70٪ من نشاط في ميناء جيبوتي.
الخط الجديد يقلل من الوقت الذي يستغرقه السفر بين العاصمتين بنسبة 85٪، وهو ما يمثل تقليص المدة من 3 أيام عن طريق البر إلى أقل من 12 ساعة عن طريق خط السكة الحديدية. تم بناء الخط الجديد بين عام 2011 وعام 2016 من قبل مجموعة سكك حديد الصين وشركة البناء والهندسة المدنية الصينية. تم توفير تمويل الخط الحديدي من قبل ثلاثة أطراف مالية صينية هي: بنك الاستيراد والتصدير الصيني، وبنك الصين للتنمية، والبنك الصناعي والتجاري الصيني، وقد استثمرت الأطراف الثلاثة ما مجموعه 4 مليارات دولار. بدأ التشغيل التجريبي للخط في شهر أكتوبر عام 2016، وتم افتتاح القسم الإثيوبي في 5 أكتوبر 2016، وأعلن عن اكتمال الخط الحديدي في 10 يناير 2017، وأقيم الاحتفال في محطة ناغاد للسكك الحديدية في القسم الجيبوتي.